# Rhopalomeces delagoanus
Rhopalomeces delagoanus là một loài bọ cánh cứng trong họ Cerambycidae.